# Furcraea macdougalii
Furcraea macdougalii är en sparrisväxtart som beskrevs av Eizi Matuda. Furcraea macdougalii ingår i släktet Furcraea och familjen sparrisväxter. Inga underarter finns listade i Catalogue of Life.

## Bildgalleri

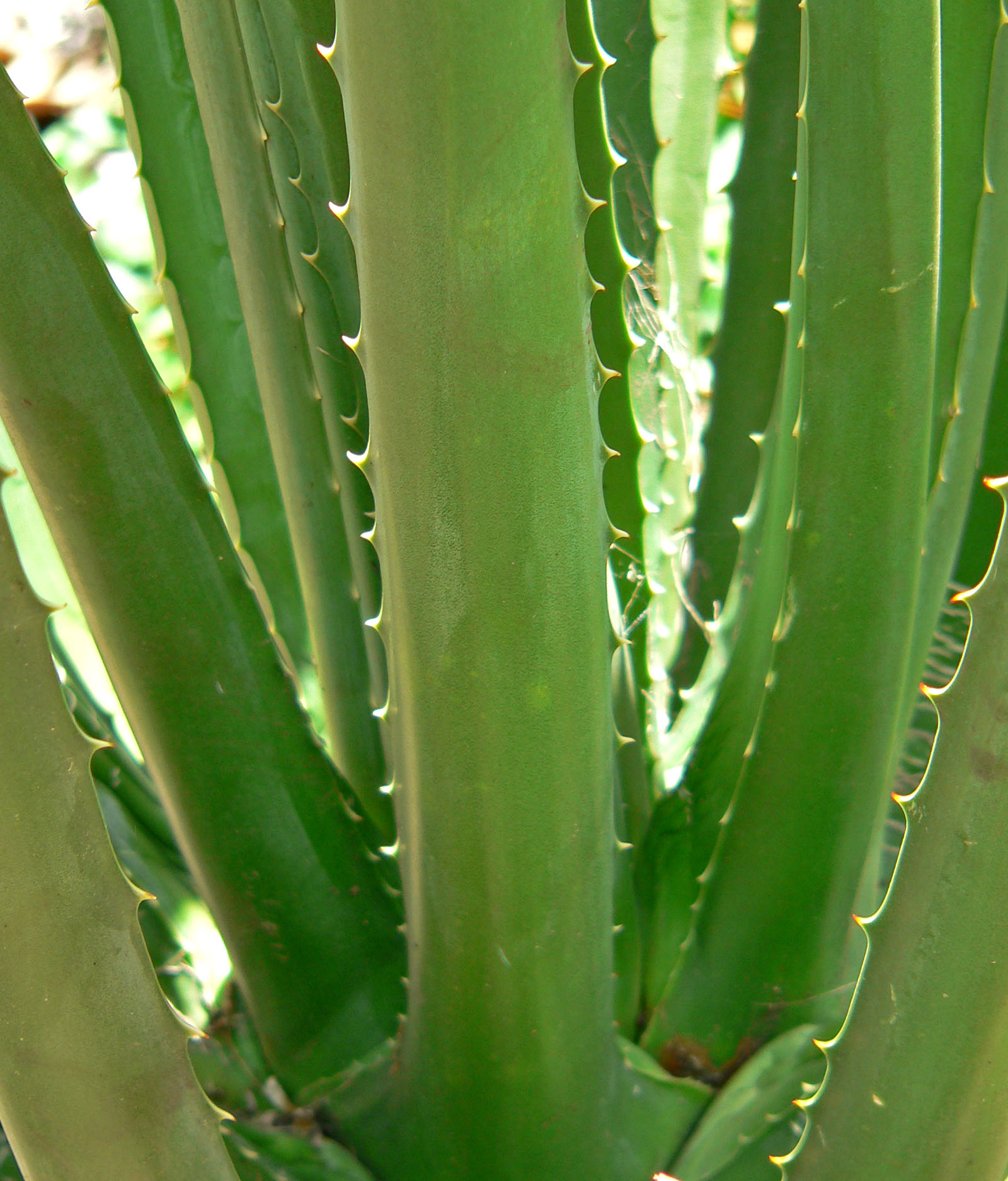
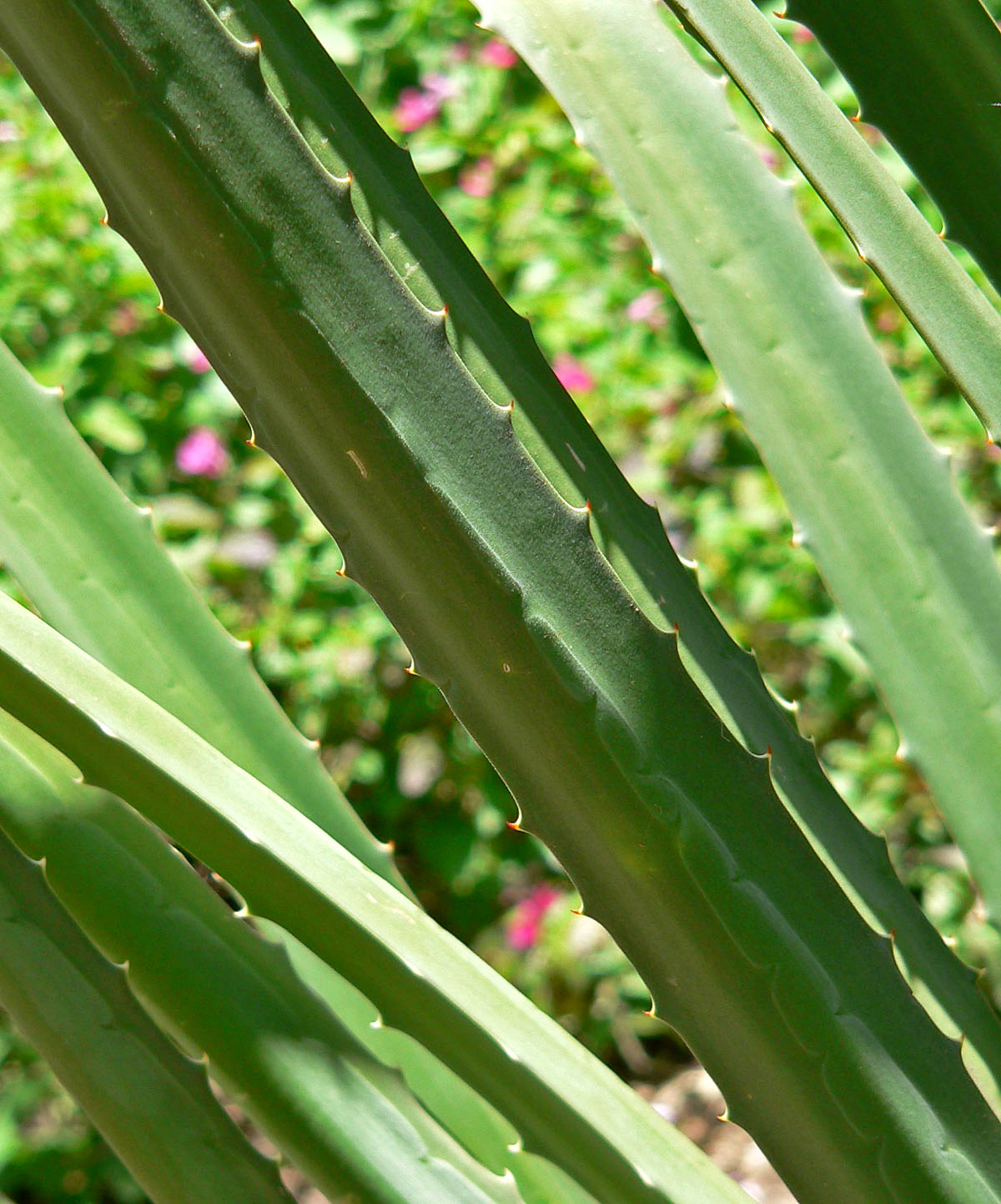
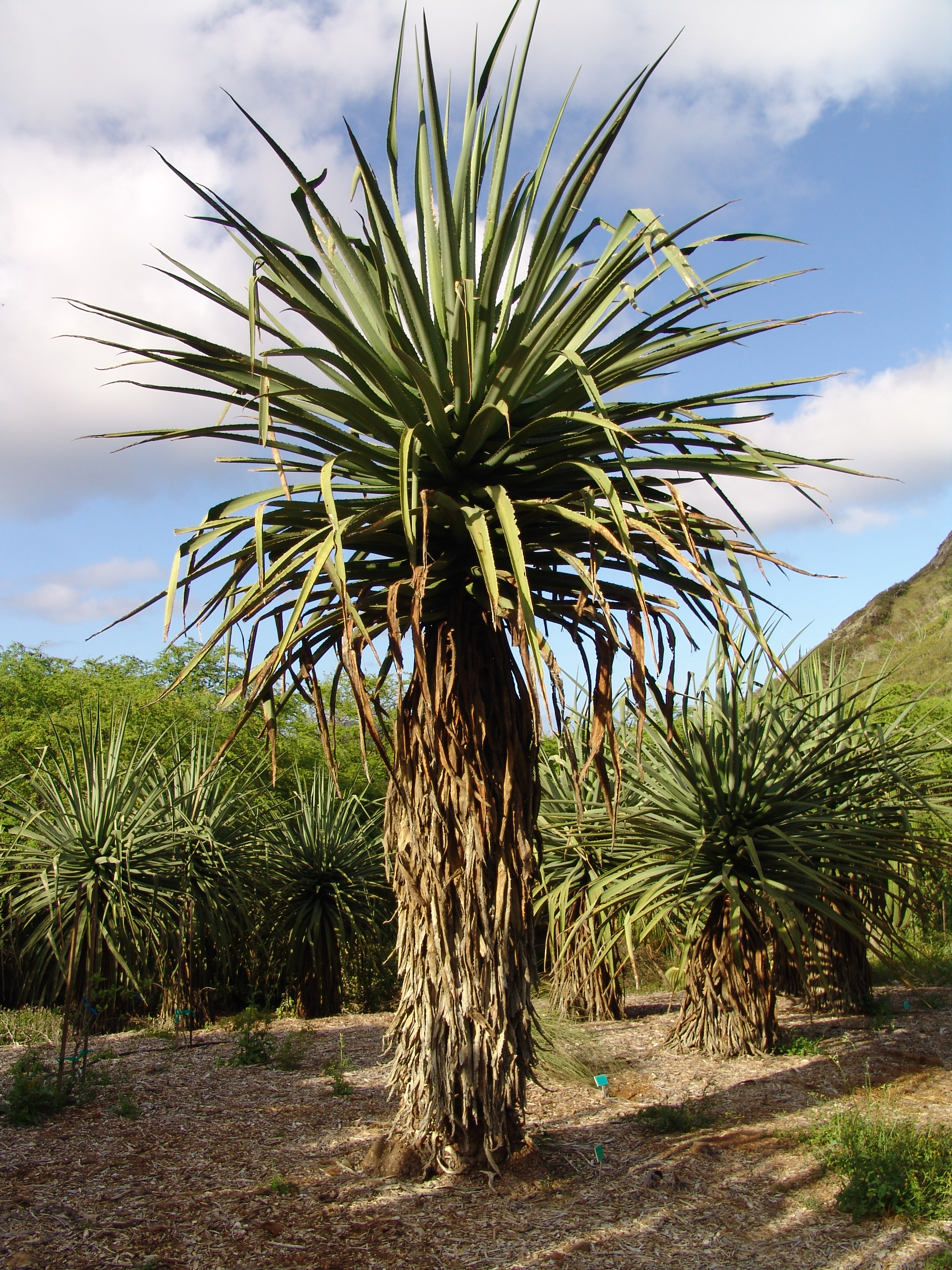
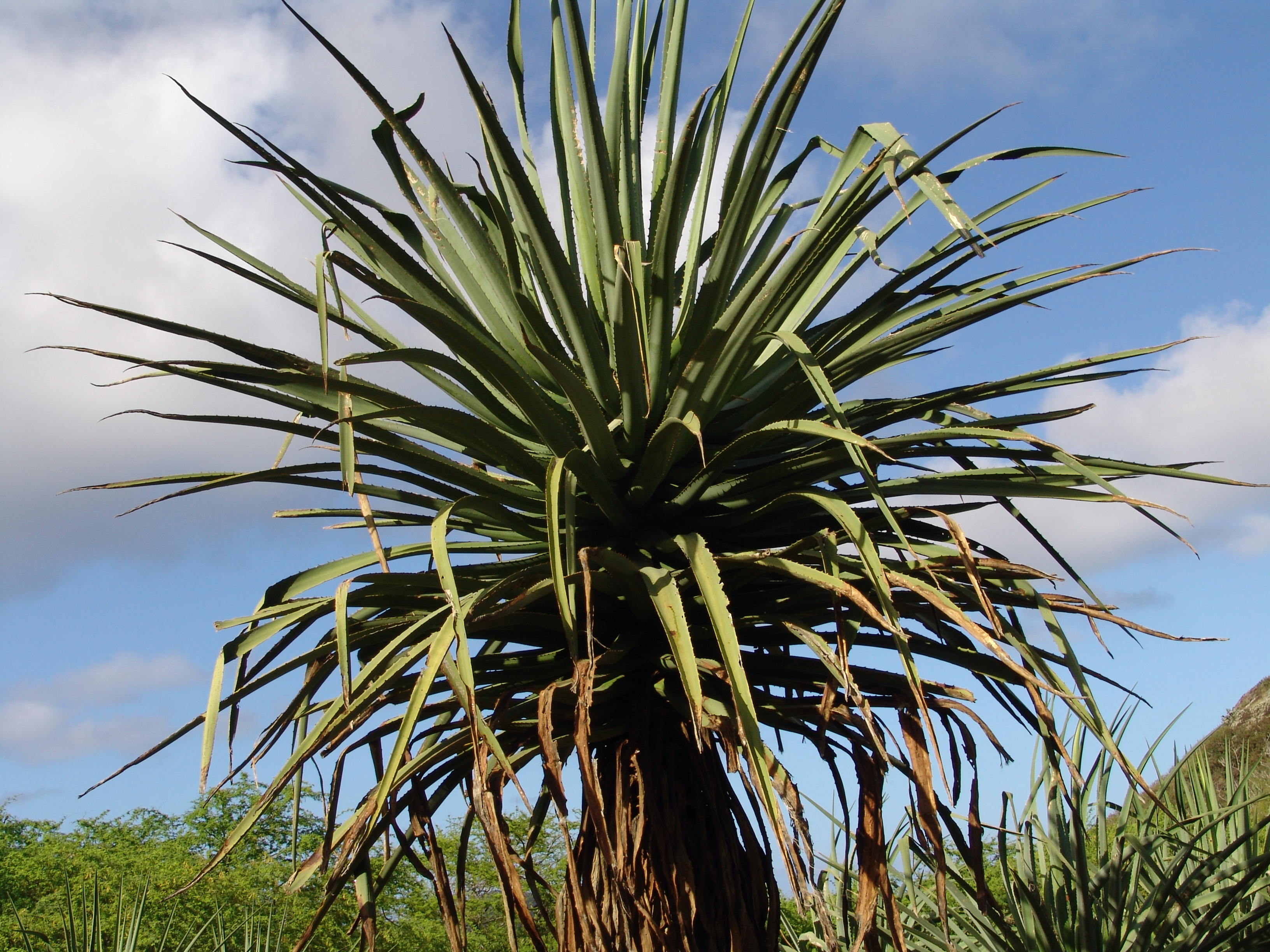